# محمد العتيبي (لاعب كرة قدم مواليد 2003)
محمد محمد سعد العتيبي (مواليد 4 نوفمبر 2003) هو لاعب كرة قدم سعودي يلعب في نادي الدرع.
.

## مسيرة اللاعب
لعب مع نادي النصر ونادي الدرع.